# Star Club
Star Club était un magazine mensuel de Presse jeunesse publié par la société Edi-Presse. Fondé par l’éditeur français Nicolas Darlet, qui fut, auprès de Daniel Filipacchi et Franck Thénot, directeur du secteur jeune du groupe Hachette Filipacchi Médias. En 1985, il crée la société Edi-Presse, qui rachète le magazine de cinéma des années 1980, Starfix. Puis, il lance STAR Club en 1988. Réalisé en collaboration avec les artistes, le magazine tient son nom d'une ligne éditoriale privilégiant l'actualité des stars du point de vue des fans. Il devient leader OJD de la Presse jeunesse en 1995. Son titre fait également référence au Star-Club, le club de rock de Hambourg où The Beatles firent leurs débuts scéniques en décembre 1962[réf. souhaitée].

## Historique
À sa création, STAR Club est le premier magazine de Presse jeunesse  à paraître dans un format papier glacé[réf. souhaitée], avec une vraie photogravure mettant les stars en avant à travers des interviews exclusives. Le mensuel mise sur les artistes confirmés puis surfe sur la vague des phénomènes des Boys band, des vedettes de la Téléréalité, des lolitas et des séries télés, il reçoit 6 étoiles de l'OJD, récompensant les meilleures progressions en diffusion individuelle. Aujourd'hui, il doit relever plusieurs défis : la concurrence d'une nouvelle Presse people, la gratuité et la montée en puissance d'Internet.
Quelques mois après avoir fêté la parution du 300° numéro, le magazine s'arrête après le numéro 303 de juillet et août 2015.

## Contenu éditorial
Magazine d'informations people et féminin, STAR Club est Le Magazine des no 1.
- Articles : interviews d’artistes, confidences de stars, coups de cœurs, etc.
- Rubriques : news, jeux, paroles de chansons, conseils mode, beauté, amour et santé, etc.

### Sources
- OJD, 2009.